# Franz Schulz
Franz Schulz (22. března 1897, Praha – 4. května 1971, Muralto) byl scenárista, tvořící převážně v německém jazyce, pražský rodák židovského původu. V období tzv. výmarské republiky patřil k významným berlínským filmovým tvůrcům.

## Životopis
Franz Schulz se narodil 22. března 1897 v Karlíně, do rodiny právníka, jako nejmladší ze tří dětí. Jeho nejstarší sestrou byla fotografka Lucia Moholy (1894–1989). Franz Schulz absolvoval německé gymnázium v ulici Na příkopě a posléze začal studovat na filosofické fakultě Univerzity Karlovy. Musel nicméně narukovat do první světové války a vysokoškolské studium nedokončil. Když byl ve válce zraněn, vrátil se do Prahy a krátký čas pracoval jako novinář v Prager Tagblatt.
Velice záhy po skončení války, již v listopadu 1918, však přesídlil do Berlína. Také tam působil nejdříve jako novinář. V roce 1920 vytvořil podle románu Karla Emila Franzose (1848–1904) první filmový scénář k němému filmu Judith Trachtenberg: Tragödie einer Jüdin. Další scénáře následovaly bez delší odmlky. Schulz se neomezoval na určitý typ látky, adaptoval romány a divadelní hry, stejně jako vytvářel vlastní náměty. Psal scénáře pro tragická dramata i pro komedie (např. Die Drei von der Tankstelle, 1930). Filmových projektů, na kterých se podílel, byly desítky. Jednu dobu s ním na scénářích jako ghostwriter spolupracoval začínající Billy Wilder.
Po nástupu Adolfa Hitlera k moci musel Franz Schulz kvůli svému židovskému původu opustit Berlín. Přechodně se vrátil do svého rodiště, ale posléze odejel na západ. Několik jeho scénářů bylo realizováno v Rakousku a ve Velké Británii. Nakonec v roce 1934 přesídlil do Spojených států. Také tam zůstal věrný kinematografii a scenáristice, někdy byl však pouze autorem námětu. V roce 1940 získal americké občanství. Příslušný úřední dokument byl vydán na poangličtěné jméno Francis George Spencer, v praxi je však Franz Schulz různě kombinoval s původním jménem.
V 50. letech 20. století se Franz Schulz vrátil do Evropy. Psal divadelní hry, dle jeho scénáře byl v Rakousku natočen film Fuhrmann Henschel, nezaznamenal však větší úspěch. Franz Schulz pobýval na ostrově Ibiza a stejně jako jeho sestra Lucia Moholy ve Švýcarsku. 4. května 1971 ve švýcarském Muraltu zemřel.